# Смуга (геральдика)
У геральдиці смуга - звичайна гереальдична фігура, що складається з горизонтальної стрічки поперек щита. Якщо на середині щита з’являється лише одна смуга, це називається балка; якщо з’являються дві або більше, їх можна назвати лише смугами. Однак називати смугу зменшувальним значенням балки невірно, оскільки дві смуги можуть бути не меншими за балку. Як і балка, смуги теж можуть мати складні лінії (наприклад, збиті, з відступами, хмароподібні тощо). Зменшувальною формою смуги (вужчою, ніж смуга, але ширшою за нитка) є смужка, хоча вони часто зустрічаються парами, пара називається "гемель смуги", а не "двома смужками".

## Спільні ординарії
Одиночну смугу, розміщену на вершині поля, називають главою. Одиночний смуга, розміщена над центром поля, називається балкою. Дві-чотири з них, що з’являються на щиті, називаються смугами, а більше чотирьох - смужками.

## Зменшувальні
Тонкі смуги називають смужками. Ще тонша смуга або смужечка відома як нитка. Нитки ніколи не вживаються поодинці і не мають власного напрямку, а лежать на кожній стороні звичайної фігури (наприклад, балки, стовпа, крокви). Потім фігура, що супроводжується ниткою з кожної сторони, описується як "понитковане", або воно може навіть бути "подвійно понитковане" (тобто оточене чотирма нитками, по дві вздовж кожної сторони).
"Шафа" описується як смуга товщиною між смугою і смужкою, але рідко зустрічається. 
Смуга, яка була «обтята» (відрізана) з кінців, щоб не дістатися до країв поля, називається вруб (хамаїд у європейській геральдиці за містом Ла-Хамаїде в Ено, Бельгія). Походить вруб від сліда удару зброї на щиті. Як фігуру вруб майже завжди зображують утрьох.

## Барі та Баррулі
Поле, розділене багатьма смугами - часто шістьма, вісьмома або десятьма частинами з двома чергуються почерговими тинктурами - описується як посмуговане (з x, y та z, де x - кількість смуг, y - перша (найвища) тинктура, z - друга тинктура). Поле, розділене на п'ять, сім або дев'ять частин з двома тинктурами, що чергуються, називається не посмуговане, а покрите двома, трьома або чотирма смугами. Смужкова конструкція, що складається з десяти або більше частин вживається порівняно рідко і називається засмуговане, а не посмуговане.

## Приклади

У срібному полі три червоні смуги
У червоному полі чотири хвилясті золоті смуги
У чорному полі, три золоті стрічки обтяжені стрічечками
У срібному полі, подвійно ниткована балка
дві хвилясті понитковані стрічки на гербі французької комуни Берней-сюр-Ен
Посмуговане поле в десять чорних і золотих смуг на гербі німецької землі Саксонія
Лев посмугований з десяти срібних і червоних частин на гербі німецької землі Гессен
Облямівка з десяти срібно-чорних смуг
Три червоні вруби на золоті, герб Ла-Хамаїде в бельгійській провінції Ено
Три вруби на гербі Корчак
Арпадські смуги
Герб Річарда де Валойна: Посмуговане в 14 срібних і блакитних смуг